# Ngulankulon
Ngulankulon is een bestuurslaag in het regentschap Trenggalek van de provincie Oost-Java, Indonesië. Ngulankulon telt 3204 inwoners (volkstelling 2010).